# Michele Santucci
Michele Santucci (Italia, 30 de mayo de 1989) es un nadador italiano especializado en pruebas de estilo libre media  y corta distancia, donde consiguió ser medallista de bronce mundial en 2015 en los 4 x 100 metros.

## Carrera deportiva
En el Campeonato Mundial de Natación de 2015 celebrado en Budapest ganó la medalla de bronce en los relevos de 4 x 100 metros estilo libre, con un tiempo individual de 48.48 segundos, tras Francia (oro con 3:10.74 segundos) y Rusia (plata con 3:11.19 segundos).